# 24-hour comic

Il logo della manifestazione, organizzata da "lo Spazio Bianco".

Un 24-hour comic è un fumetto di 24 pagine scritto, disegnato e completato in 24 ore. Ideato nel 1990 da Scott McCloud come esercizio creativo e per sfidare il collega Stephen R. Bissette ha dato vita dal 2004 a un evento annuale, la 24 Hour Comics Day, in cui decine di fumettisti realizzano un fumetto di questo tipo.
L'edizione italiana dell'evento è stata organizzata dalla webzine Lo Spazio Bianco dal 2005 al 2008 con il titolo 24 Hour Italy Day Comics e successivamente dai fumettisti Bigio, Sio e Dado come 24 Ore Comics. 

## Origine

Una delle tavole della prova di Roberto Recchioni per la prima edizione italiana (2005).

Scott McCloud lanciò l'iniziativa come una sfida tra lui e Steve Bissette come esercizio creativo. McCloud disegnò il suo primo 24-hour comic per dimostrare che poteva essere fatto il 31 agosto 1990, Bissette realizzò il suo il 5 settembre successivo.
La notizia della sfida si diffuse, specialmente quando Dave Sim pubblicare il suo personale (il terzo per la cronaca) 24-hour comic, insieme a quelli di McCloud, Bissette e Neil Gaiman in appendice al suo Cerebus. Alla fine Scott McCloud raccolse sei fumetti realizzati in 24 ore sul suo sito web, realizzati da noti creatori di fumetti. Infine Scott McCloud raccolse sei fumetti di noti disegnatori sul sito web. Erik Larsen e Chris Eliopoulos pubblicarono le loro storie nel one-shot Image-Two-In-One featuring The Herculean and Duncan (dove The Herculean è la sezione di Larsen e Duncan quella di Eliopoulos).
McCloud mantenne fino al 2004 un archivio di tutti i fumetti completati in 24 ore sul suo sito web, successivamente l'archivio venne gestito da About Comics per passare quindi al Billy Ireland Cartoon Library & Museum, che conserva anche le copie fisiche di centinaia di fumetti completati in 24 ore.

## Regolamento

Un'altra pagina da un 24 Hour Comics della I edizione italiana, i disegni sono di Carmine Di Giandomenico.

In qualità di iniziatore della sfida, Scott McCloud ha stabilito le regole per cui un fumetto si possa qualificare:
- deve essere iniziato e completato entro 24 ore consecutive;
- solo una persona può essere direttamente coinvolta nella sua creazione; gli autori possono lavorare "gomito a gomito" ma non possono intervenire in alcun modo sul lavoro altrui.
- Deve essere composto di 24 pagine oppure, se realizzato direttamente in versione web deve essere composto di 100 riquadri o vignette;
- l'autore può raccogliere generi di conforto, documentazione e strumenti per il disegno preventivamente, ma non può abbozzare la trama prima o predisporre niente su carta (come schizzi dei personaggi o impostazioni della tavola) finché non partono le 24 ore. Qualunque pausa (per mangiare, dormire o qualunque altro scopo) viene conteggiata nelle ventiquattr'ore.
- Se il fumettista fallisce il completamento del fumetto in 24 ore vengono ammesse due alternative:
  - lasciare il fumetto così com'è al termine delle ventiquattro ore;
  - proseguire finché le 24 pagine (o le 100 vignette) sono finite.

La prima è detta the Gaiman variation, con riferimento al tentativo fallito di Neil Gaiman (13 pagine più copertina); la seconda è chiamata the Eastman variation, dopo l'insuccesso di Kevin Eastman (24 pagine in 50 ore). Entrambi i tentativi fanno parte dei primi sei 24-hour comic a cui si è accennato prima, raccolti da McCloud nel suo index con la definizione di The Original Six.
Scott McCloud considera entrambe le opere dei "nobili tentativi" (noble failures) e ha catalogato tutte e due sul suo sito dal momento che ritiene che gli autori intendessero completarle nel tempo prestabilito e abbiano comunque rispettato lo spirito della competizione.
In caso l'opera venga realizzata al di fuori della giornata stabilita per l'evento, viene richiesto all'autore di presentare una copia del fumetto a Scott McCloud, perché sia ufficialmente riconosciuto come "24-hour comic" o "nobile tentativo".
La versione italiana del regolamento non si discosta da quella pensata da McCloud: è in pratica la traduzione letterale di quanto pubblicato sul sito ufficiale della manifestazione.

## Avvenimenti
Il primo evento 24-Hour Comics Day è stato organizzato da Nat Gertler 24 aprile 2004. Quel giorno autori di fumetti di tutto il mondo furono invitati a trascorrere la giornata creando un fumetto. Fu richiesto a tutti i partecipanti di inviare il loro lavoro a McCloud, che dedica all'archiviazione di tutti i 24-hour comic completati una sezione apposita del suo sito. Molte fumetterie statunitensi (e all'estero) hanno fornito supporto all'evento fornendo spazio a coloro che desideravano partecipare. L'evento ha attratto molti scrittori e disegnatori, anche dilettanti, e ha avuto risonanza sia sulla stampa cartacea sia su quella online.
Nel 2005, il secondo 24 Hour Comics Day è stato fissato per il 23 aprile, con la partecipazione di oltre 800 fumettisti sia nelle sedi stabilite che da casa loro o altra sede, come le suddette fumetterie.

## Edizione italiana
La prima edizione italiana, chiamata 24-Hour Italy Comics Day, si è svolta dalle 14 del 1º ottobre 2005 alle 14 del giorno successivo, nello spazio allestito presso la Scuola del Fumetto di Milano, a cura di Lo Spazio Bianco.it, rivista online di critica e cultura fumettistica. Tra i partecipanti più famosi a questa prima edizione si annoverano Alfredo Castelli, Tito Faraci, Carmine Di Giandomenico, Stefano Raffaele, Roberto Recchioni e Davide Toffolo. Andrea Plazzi (redattore e traduttore specializzato in supereroi) ha fornito il suo apporto come direttore artistico, ruolo che ha svolto in collaborazione con Alfredo Castelli. Questa edizione si è svolta con il patrocinio della Coop Lombardia e la partecipazione di Amnesty International. Tutti i proventi della manifestazione e di pubblicazioni successive sono devoluti in beneficenza.
Il 24-Hour Italy Comics Day ha avuto l'approvazione ufficiale di McCloud (che avrebbe voluto partecipare personalmente alla prima edizione, ma ha dovuto declinare per impegni precedenti) e Nat Gertler, organizzatore dell'edizione statunitense.
Lo Spazio Bianco ha organizzato altre manifestazioni:
- 16/17 dicembre 2005: Padova;
- 27/28 maggio 2006: Milano, Palermo;
- 7/8 ottobre 2006: Milano, Cremona, Casalecchio di Reno, Nova Milanese, Roma, Napoli e Palermo;
- 21/22 luglio 2007: Sesto Fiorentino;
- 20/21 ottobre 2007: Pordenone, Palermo, Lecce;
- 18/19 ottobre 2008: Lecce, Sarzana, Terni, Sesso, Palermo.

L'edizione italiana 2007 è avvenuta in contemporanea con oltre ottanta diverse località nel mondo.
Il volume che raccoglie tutte le storie realizzate nel primo 24HIC è stato presentato ufficialmente il 21 maggio nell'edizione 2006 di Torino Comics.
Successivamente la formula viene ripresa dai fumettisti Biagio, Sio e Dado, che organizzano annualmente la 24 Ore Comics, ma invece di svolgersi in un luogo fisico gli autori caricano i testi finali sulla pagina web della manifestazione.

## Volumi
- 24 Hour Comics (ISBN 0-9716338-4-3) presenta nove fumetti selezionati da McCloud.
- 24 Hour Comics Day Highlights 2004 (ISBN 0-9753958-0-7) presenta una selezione dei lavori realizzati per l'edizione del 2004.
- 24 Hour Comics All-Stars (ISBN 0-9753958-4-X) presenta opere di numerosi autori professionisti.
- 24 hour Italy Comics, Edizioni Scuola del Fumetto, Milano, 2006 (ISBN 88-7855-054-X) presenta tutte le storie realizzate nella prima edizione italiana della manifestazione.
- Dado, Bigio, Sio, 24 Ore Comics, Shockdom, 2017, ISBN 978-8896275825
- Dado, Bigio, Sio, Tre Trighi – Collection, 2018

## Sfide simili
L'idea del 24-hour comic ha generato delle imitazioni. Vari fumetti online hanno partecipato al duello fumettistico, ma invece di 24 pagine hanno prodotto 24 strisce (che non possono raggiungere la soglia prevista delle 100 vignette).
C'è poi una 24 ore della recitazione (24-hour play), in cui un gruppo di attori e commediografi sceneggia e recita un'intera rappresentazione fino al termine delle 24 ore. Di converso, questo ha dato origine a una 48 ore cinematografica (48 hour film project).
Con spirito analogo, novembre è stato dichiarato NaNoWriMo (National Novel Writing Month, cioè il "mese nazionale della scrittura di romanzi") da un'organizzazione di scrittori entusiasti. L'obiettivo è produrre un romanzo di cinquantamila parole, iniziando il 1º del mese e terminando entro la mezzanotte del 30.